# Aframomum amaniense
Aframomum amaniense är en enhjärtbladig växtart som beskrevs av Ludwig Eduard Loesener. Aframomum amaniense ingår i släktet Aframomum och familjen Zingiberaceae. Inga underarter finns listade i Catalogue of Life.